# 华鼠尾草
华鼠尾草（学名：Salvia chinensis）是唇形科鼠尾草属的植物。分布在台灣以及中国的福建、四川、湖南、江西、山东、广东、江苏、广西、安徽、湖北、浙江等地，生长于海拔120米至500米的地区，见于山坡、平地的林荫处及草丛中，目前尚未由人工引种栽培。

## 别名
石见穿（本草纲目拾遗）、石见穿、石打穿、紫参、月下红（江苏）、紫参、半支莲（江西）、活血草（重庆江津）、野沙参（广西南宁）